# Comuna Volodîmîrivka, Skadovsk
Volodîmîrivka (în ucraineană Володимирівка) este o comună în raionul Skadovsk, regiunea Herson, Ucraina, formată din satele Lîmanske, Novorosiiske și Volodîmîrivka (reședința).

## Demografie
Componența lingvistică a comunei Volodîmîrivka
     Ucraineană (86,25%)
     Rusă (8,78%)
     Belarusă (2,3%)
     Alte limbi (0,68%)
Conform recensământului din 2001, majoritatea populației comunei Volodîmîrivka era vorbitoare de ucraineană (86,25%), existând în minoritate și vorbitori de rusă (8,78%), belarusă (2,3%) și armeană (1,83%).